# 金沢大学附属病院
国立大学法人金沢大学附属病院（こくりつだいがくほうじんかなざわだいがくふぞくびょういん）は、石川県金沢市にある国立大学法人金沢大学の附属大学病院。

## 沿革
- 1862年（文久2年）3月 - 加賀藩が金沢彦三八番町に種痘所を開設。
- 1864年（元治元年） - 南町に移転し、金沢藩種痘所となる。
- 1870年（明治3年） - 大手町に金沢医学館と附属病院を新設。
- 1871年（明治4年） - 廃藩置県に伴い、金沢県医学館と改称。
- 1872年（明治5年） - 金沢病院と改称。
- 1875年（明治8年） - 石川県金沢病院と改称。
- 1905年（明治38年） - 県金沢病院が小立野地区の現在地へ移転。
- 1922年（大正11年） - 県金沢病院が国立へ移管され、金沢医学専門学校附属医院と改称。
- 1923年（大正12年） - 金沢医専の医科大学昇格に伴い、金沢医科大学附属医院と改称。
- 1949年（昭和24年） - 学制改革による金沢大学の設置に伴い、金沢大学医学部附属病院と改称。
- 2001年（平成13年） - 病棟の改築が完了。
- 2005年（平成17年） - 中央診療棟の改築が完了。
- 2008年（平成20年） - 金沢大学医薬保健学域の創設に伴い、金沢大学附属病院と改称。
- 2009年（平成21年） - 新外来診療棟が竣工。
- 2016年（平成28年） - 環境整備事業完了
- 2022年（令和4年） - ドクターカー導入[2]

## 診療科
- 内科
  - 消化器内科
  - 内分泌・代謝内科
  - リウマチ・膠原病内科
  - 呼吸器内科
  - 循環器内科
  - 腎臓内科
  - 血液内科
- 総合診療科
- 神経内科
- 神経科精神科
- 小児科
- 子どものこころの診療科
- 放射線科
- 放射線治療科
- 皮膚科
- 形成外科
- 外科
  - 心臓血管外科
  - 呼吸器外科
  - 胃腸外科
  - 肝胆膵・移植外科
  - 内分泌・総合外科
  - 乳腺科
- 整形外科
- 脊椎・脊髄外科
- 泌尿器科
- 眼科
- 耳鼻咽喉科・頭頸部外科
- 産科婦人科
- 麻酔科蘇生科
- 脳神経外科
- 核医学診療科
- 歯科口腔外科
- がんセンター
- 病理診断科

## 医療機関の指定・認定
- 保険医療機関[3]
- 労災保険指定医療機関[3]
- 指定自立支援医療機関(更生医療・育成医療・精神通院医療)[3]
- 身体障害者福祉法指定医の配置されている医療機関[3]
- 精神保健福祉法に基づく指定病院・応急入院指定病院[3]
- 精神保健指定医の配置されている医療機関[3]
- 生活保護法指定医療機関[3]
- 結核指定医療機関[3]
- 戦傷病者特別援護法指定医療機関[3]
- 原子爆弾被害者医療指定医療機関[3]
- 原子爆弾被害者一般疾病医療取扱医療機関[3]
- 特定機能病院[3]
- 臨床研修病院[3]
- がん診療連携拠点病院[3]
- エイズ治療拠点病院[3]
- 肝疾患診療連携拠点病院[3]
- 特定疾患治療研究事業委託医療機関[3]
- DPC対象病院[3]
- 小児慢性特定疾患治療研究事業委託医療機関[3]
- 地域周産期母子医療センター[3]
- このほか、各種法令による指定・認定病院であるとともに、各学会の認定施設でもある。

## 交通アクセス
- 北鉄バス　金沢大学附属病院バス停
- 金沢ふらっとバス菊川ルート　大学病院前バス停

北鉄バスでは金沢大学附属病院バス停に乗り入れる便は一部で、小立野通り上の小立野バス停のみ通る系統もある。
また自家用車用の有料駐車場もあるが、公式サイトでは公共交通機関での来院を呼びかけている。